# Juozas Šliažas
Juozas Šliažas (* 13. Juni 1925  in Rimšiai, Rajon Akmenė, Bezirk Papilė; † 10. Januar 2009 ) war ein litauischer Professor.

## Leben
Nach der Grundschule 1939 lernte er in Šiauliai und Polytechnikum Vilnius. Ab 1946 studierte an der Kauno valstybinis universitetas und 1951 absolvierte das Studium am Kauno politechnikos institutas.
Von 1951 bis 1964 arbeitete er im Kraftwerk Petrašiūnai und 1971 promovierte, seit 1980 lehrte er am Lietuvos kūno kultūros institutas, seit war er 1986 Professor. Von 1992 bis 2002 lehrte er in Polen an der Universität Stettin.